# Layla M.
Pour plus de détails, voir Fiche technique et Distribution.
Layla M. est un film néerlandais écrit et réalisé par Mijke de Jong, sorti directement en vidéo en 2016.

## Synopsis
Layla est née et vit à Amsterdam, au sein d'une famille aimante qui l'encourage dans son projet d'études de médecine. Elle se sent discriminée en raison de ses origines marocaines, et s'indigne de l'interdiction du port de la burqa dans son pays. Malgré les tentatives de ses parents pour la raisonner, elle glisse dans le fondamentalisme religieux ; c'est dans ce contexte qu'elle fait la connaissance d'Abdel. 
Layla persuade Abdel de l'épouser et de la laisser partir avec lui. Ils se marient et partent en Belgique, avant de prendre leur envol pour le Moyen Orient. Peu à peu, Layla découvre ce qu'est vraiment le fondamentalisme.

## Fiche technique
- Titre original : Layla M.
- Réalisation : Mijke de Jong
- Scénario : Jan Eilander et Mijke de Jong
- Musique :
- Production : Arnold Heslenfeld, Laurette Schillings et Frans van Gestel
- Société de production : Topkapi Films
- Sociétés de distribution : Cinemien
- Pays d’origine :  Pays-Bas
- Langue : Néerlandais, Arabe marocain, Anglais
- Format : couleur
- Genre : Drame
- Durée : 98 minutes
- Dates de sortie : 
  -  Canada : 10 septembre 2016
  -  Pays-Bas : 17 novembre 2016
  -  Belgique : 23 novembre 2016

## Distribution
- Nora El Koussour : Layla
- IIias Addab : Abdel
- Bilal Wahib : Younes

## Distinctions
- 2016 : Prix d'interprétation féminine et prix du Public au Festival de cinéma européen des Arcs 2016
- 2016 : Vainqueur du prix Fritz-Gerlich-prijs du meilleur scénario de l'année
- 2016 : Vainqueur du prix Special Jury Award – Outstanding Performance au Philadelphia Film Festival
- 2017 : Nommé pour le prix Veau d'or du meilleur film de l'année
- 2017 : Vainqueur du prix Veau d'or de la meilleure actrice de l'année
- 2017 : Vainqueur du prix Veau d'or du meilleur figurant
- 2017 : Nommé pour le prix Veau d'or du meilleur scénario de film